# 保禄·罗密欧

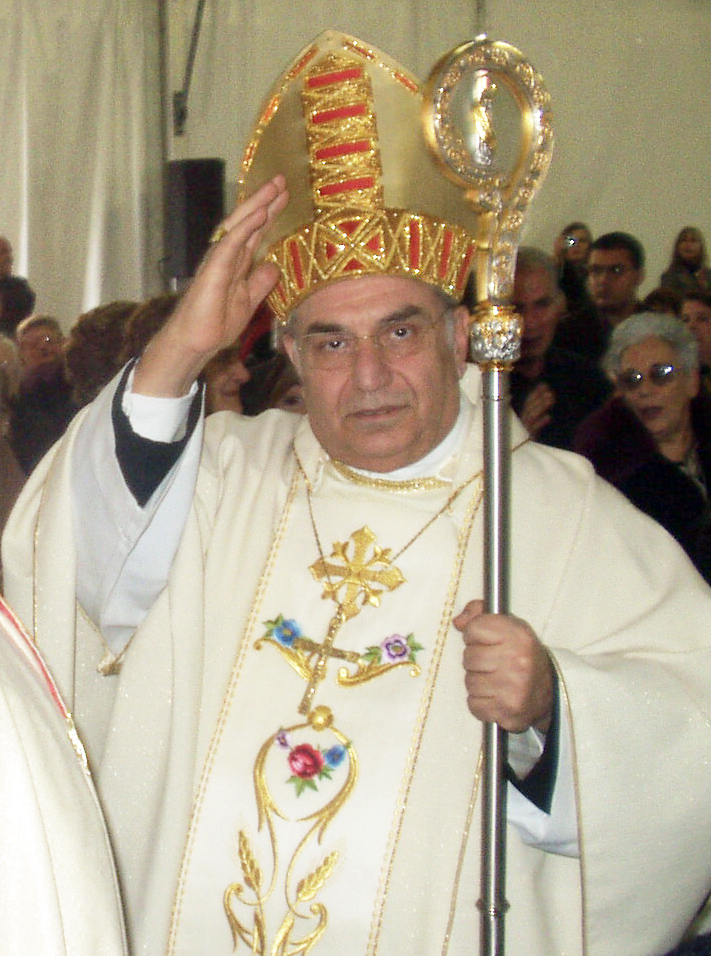
保罗·罗密欧枢机

保禄·罗密欧（義大利語：Paolo Romeo，1938年2月20日—），天主教会枢机，意大利人，现任天主教巴勒莫总教区总主教。
罗密欧出生于意大利阿奇雷亚莱，于1961年3月18日晋铎，1984年1月6日晋牧。2006年12月19日起担任天主教巴勒莫总教区总主教。2010年11月20日被教宗本笃十六世册封为枢机。

## 牧徽

保罗·罗密欧枢机牧徽